# San Giovanni Battista de' Rossi (titolo cardinalizio)
San Giovanni Battista de' Rossi (in latino: Titulus Sancti Ioannis Baptistæ de Rossi ad viam Latinam) è un titolo cardinalizio istituito da papa Paolo VI nel 1969. Il titolo insiste sulla chiesa di San Giovanni Battista de Rossi, sita nel quartiere romano dell'Appio-Latino e sede parrocchiale dal 1940.
Dal 19 novembre 2016 il titolare è il cardinale John Ribat, arcivescovo metropolita di Port Moresby.

## Titolari
- John Joseph Carberry (30 aprile 1969 - 17 giugno 1998 deceduto)
  - Titolo vacante (1998 - 2001)
- Julio Terrazas Sandoval, C.SS.R. (21 febbraio 2001 - 9 dicembre 2015 deceduto)
- John Ribat, M.S.C., dal 19 novembre 2016